# Nowe Resko
Nowe Resko [pronunciación en polaco: /ˈnɔvɛ ˈrɛskɔ/] (anteriormente en alemán Ritzig) es un pueblo ubicado en el distrito administrativo de Gmina Połczyn-Zdrój, dentro del Condado de Świdwin, Voivodato de Pomerania Occidental, en el norte de Polonia occidental. Se encuentra aproximadamente a 12 kilómetros al suroeste de Połczyn-Zdrój, a 17 kilómetros al sureste de Świdwin, y a 97 kilómetros al este de la capital regional Szczecin.
Antes de 1945, el área fue parte de Alemania. Para la historia de la región, vea Historia de Pomerania.